# Rühner Straße
Die  Rühner Straße  ist eine Anliegerstraße im einst umwallten historischen Stadtkern der ehemaligen Bischofsresidenz und Universitätsstadt Bützow im Landkreis Rostock in Mecklenburg.

## Geografische Lage
Die Rühner Straße ist in eine Richtung befahrbar, der Fahrbahnbelag besteht aus Asphalt. Sie verbindet als Verlängerung, die Langen Straße mit der Straße Vor dem Rühner Tor, als Teil der Landesstraße erster Ordnung L11.

## Geschichte
Durch die planmäßige Anlage als deutsche Stadt um 1229 und das 1236 erhaltene Stadtrecht, ist davon auszugehen, dass die ersten Häuser der Siedlung auf größeren und kleineren Sandlinsen entstanden, die sich bei der Kirche, am Markt und am Pferdemarkt, in der Langen Straße etwa vom Postgebäude in Richtung zum Markt – aus dem auf Warnowhöhe liegenden Terrain großenteils feuchter Wiesen erhoben, zudem formte sich im Laufe der Zeit ein Straßennetz (Knüppeldämme), Umwallung und derer Tore (Hauptthor des Burghofes, Rühner Thor, Rostocker Thor und das Wolker Thor) eingrenzt wurde. Die Rühner Straße würden nach ihrer Lage bezeichnet, sie führt aus der Stadt in das Dorf Rühn.

## Straßenname im Wandel der Zeit
Die Rühner Straße, wird schon im Hypothekenbuch der Stadt Bützow aus dem Jahre 1604 so namentlich genannt. Von 1619 bis 1908 wechselte der Name von: Rühner straßen, Rühner Straße, Lange Straße nach dem Rühner Tor, Rühnsche Straße und Rühnerstraße
Nach der Machtübernahme der Nationalsozialisten wurde die Straße am 28. März 1933 auf Antrag der Ortsgruppeleitung der NSDAP Bützow vom Rat der Stadt in Horst-Wessel-Straße umbenannt. Mit dem Ende des Zweiten Weltkriegs 1945 wurde der Straßenname getilgt und die Straße wurde wieder zur Rühner Straße.
Am 9. September 1951 erhielt die Straße den Namen Kurt-Bürger-Straße. Nach der Wiedervereinigung war der Name Kurt-Bürger-Straße nicht mehr angebracht. 1990 wurde ein Gremium gebildet, um über die Rückbenennung der Straße zu beraten und abzustimmen. Mit dem Beschluss vom 1. Oktober 1990 erhielt die Rühner Straße ihren Namen zurück.

## Bebauung

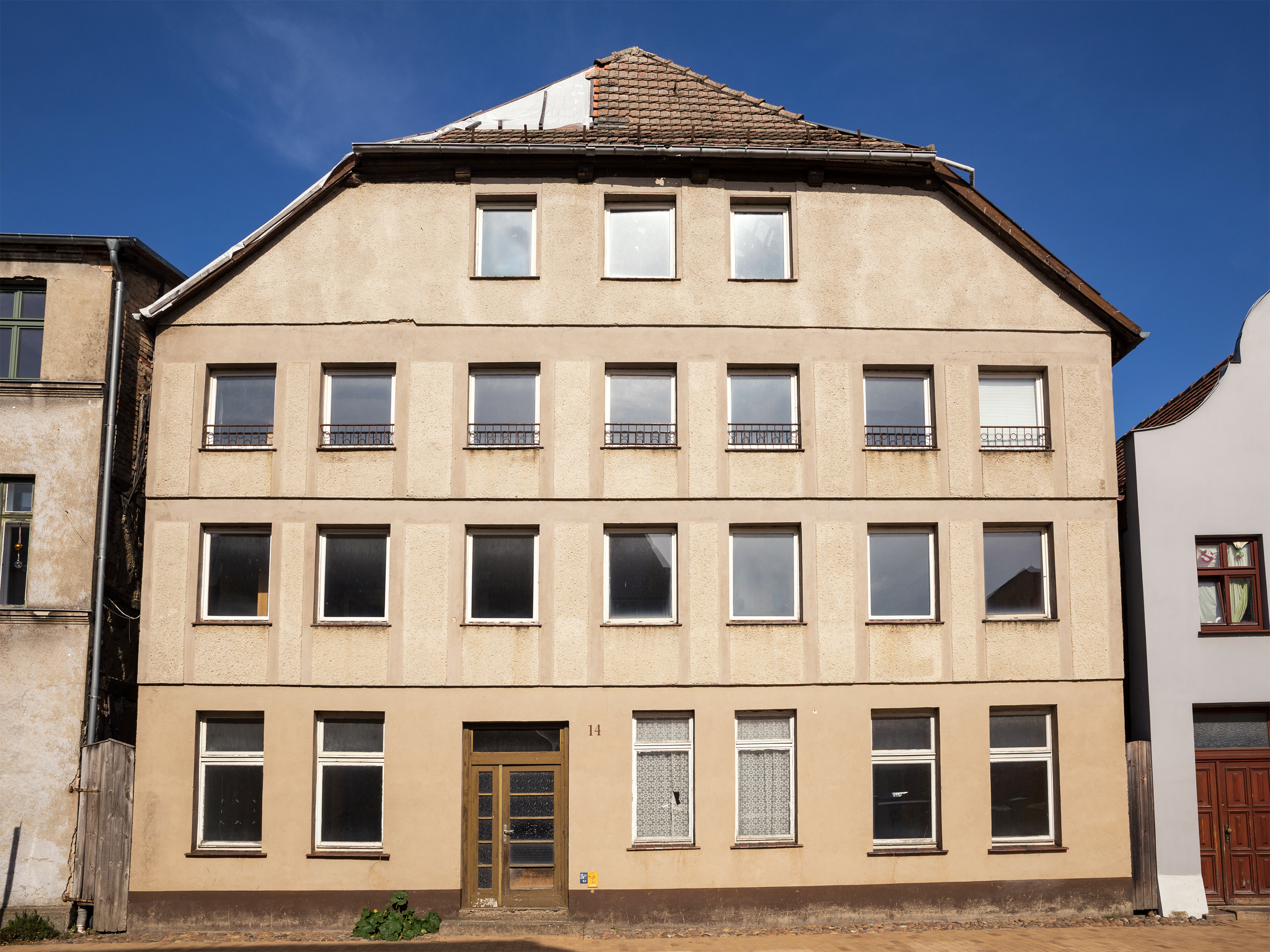
Rühner Straße 14

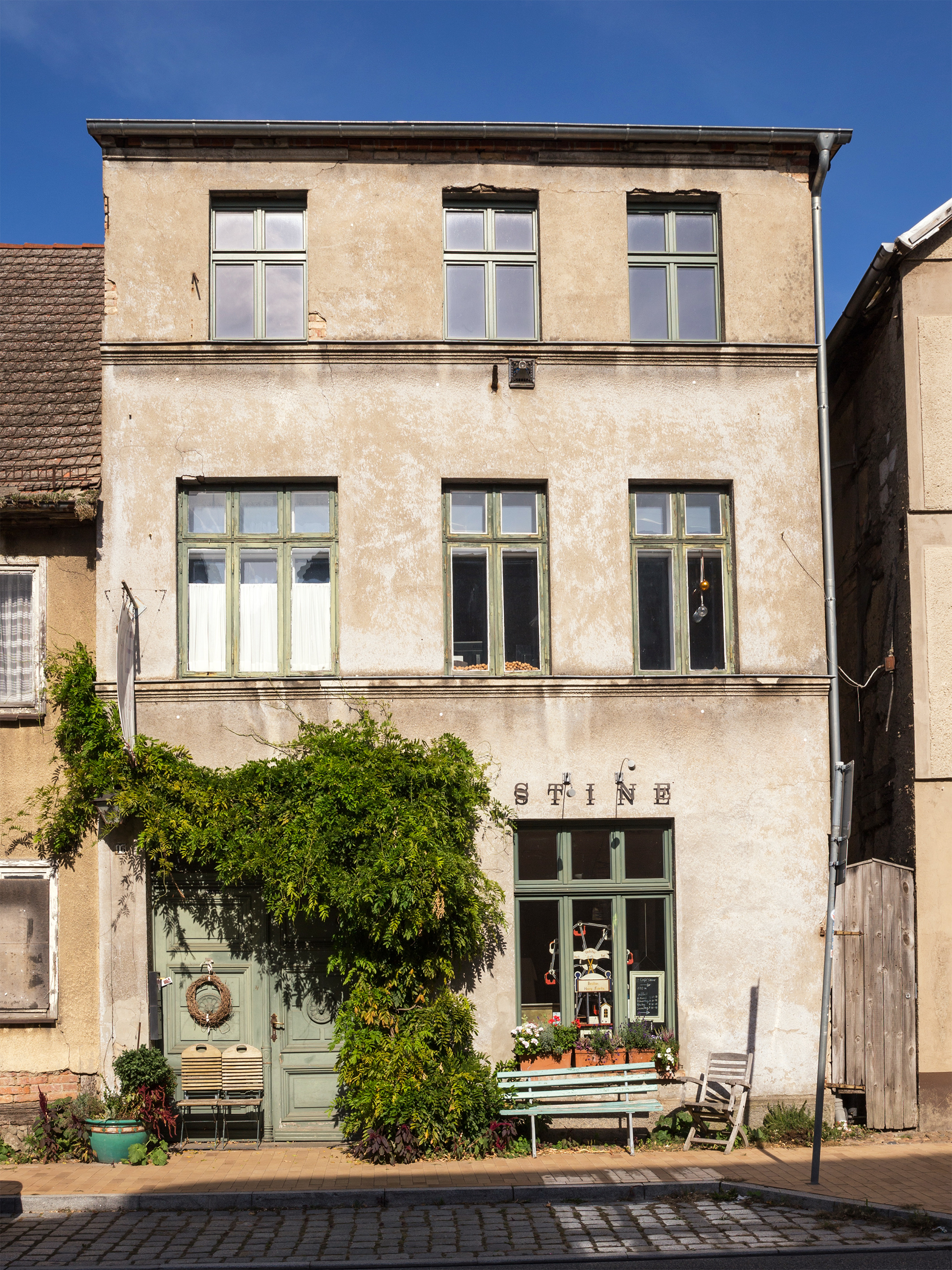
Rühner Straße 16

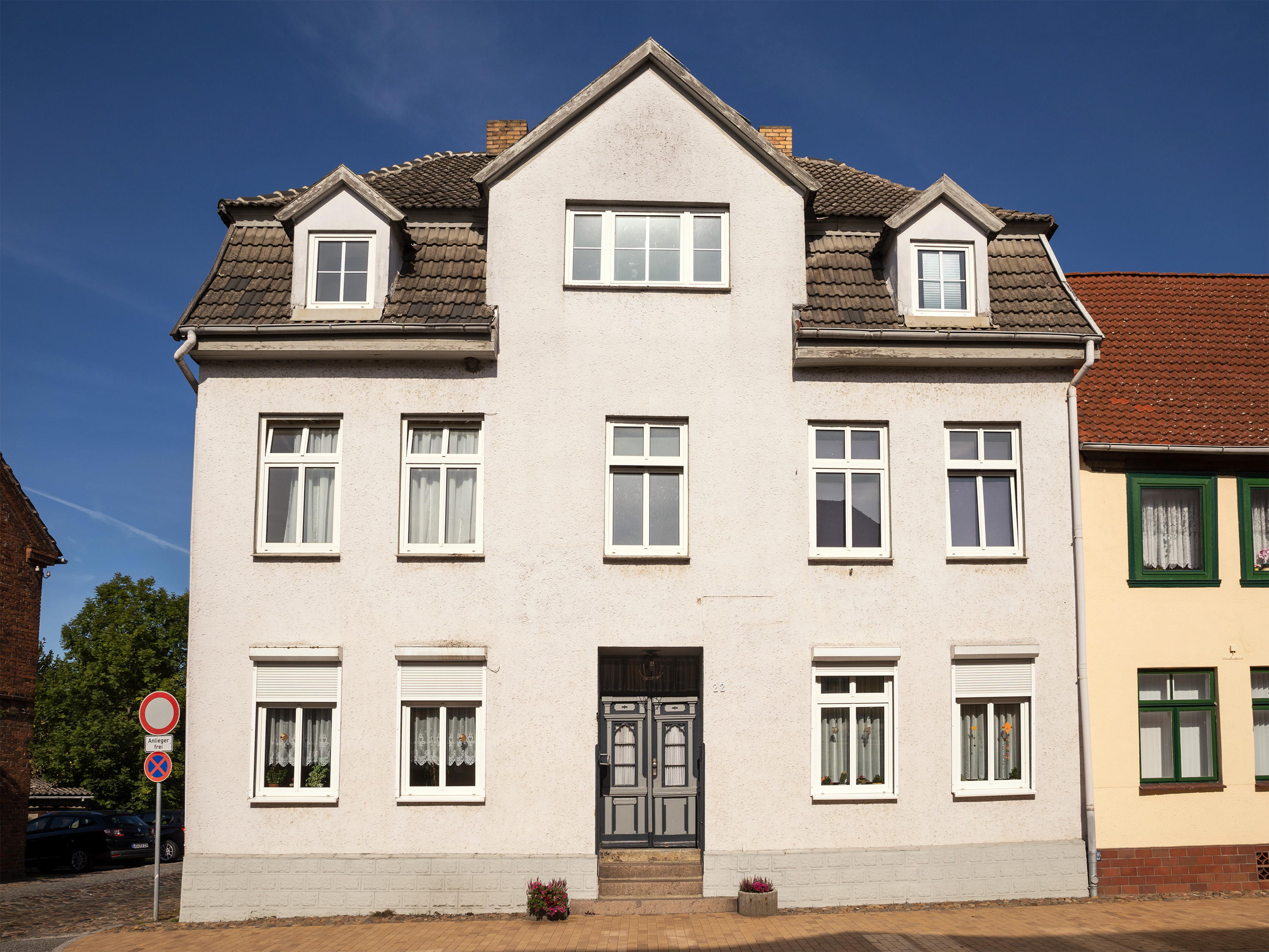
Rühner Straße 22

An der Straße stehen zumeist zwei- bis dreigeschossige Wohn- und Geschäftshäuser.
Die Denkmalplakette  kennzeichnet Baudenkmale der Rühner Straße.
| Haus Nr. | Historische Haus- nummer bis 1908 |  | Bemerkungen | Geschichte |
| -------- | --------------------------------- |  | --- | --- |
| 1        | 75                                |  | Haus existiert nicht mehr | ehemals: Fischhändler W. Engel |
| 2        | 92                                |  | Haus existiert nicht mehr | ehemals: Barbier F. Quandt |
| 3        | 76                                |  | Haus existiert nicht mehr | ehemals: Schlachtermeister F. Haukohl, später: Drogerie F. Dimter |
| 4        | 91                                |  | Geburtshaus des Hofrat Friedrich Paschen | ehemals: Wohnhaus des Bürgermeister Wilhelm Paschen, |
| 5        | 77                                |  | Haus existiert nicht mehr | ehemals: Sattlermeister W. Hoth |
| 6        | 90                                |  | 2015 Sanierung | ehemals: Gründungshaus der einzigen Barometer- und Messinstrumentenfabrik in Mecklenburg von Heinrich Carl Kröplin, später: Schuhmachermeister Heinrich Piehl           |
| 7        | 78                                |  | Haus existiert nicht mehr! Von 1761 bis zu seinem Tod im Jahre 1768 lebte Professor Ernst Johann Friedrich Mantzel hier. Mantzel verfasste unter anderem insgesamt 26 Folgen der „Bützowschen Ruhestunden, gesucht in mecklenburgischen, vielfach bisher ungedruckten, zur Geschichte und Rechtsgelahrtheit vornehmlich gehörigen Sachen“. | ehemals: Viertelsmann Claus Hartwich Völcker, später: Ernst Johann Friedrich Mantzel, später: Major von Plüskow, später: Drost von Plessen, später: Kaufmann W. Schmidt |
| 8        | 89                                |  | | ehemals: Korbwarengeschäft Ph. Lehmann |
| 9        | 79                                |  | Haus existiert nicht mehr (Abriss 2024) | |
| 10       | 88                                |  | | ehemals: Wohnhaus und Praxis Dr. med H. Wehmeyer |
| 11       | 80                                |  | | ehemals: Schmiedemeister J. Voß |
| 12       | 87                                |  | Geburtshaus des Heinrich Lauenburg | ehemals: Maurermeister J. Lauenburg |
| 13       | 81                                |  | Wohnhaus des Wilhelm Ferdinand Rong | ehemals: Kaufmann F. Herrmann, später: Kaufmann Heinrich Nagel, später: Kaufmann Karl Rose                                                                              |
| 14       | 86                                |  | | ehemals: Wohnhaus des Major in Mecklenburg-Schweriner Diensten, Caspar Detlef Friedrich von Horn (1776–1839)                                                            |
| 15       | 109                               |  | erbaut 1893 | ehemals: Wohnhaus des Tischlermeister Heinrich Kröpelin |
| 16       | 85                                |  | | ehemals: Malermeister Friederich Seglitz, später:Photograph Julius Thiele, später: Photographisches Atelier P. Kaven                                                    |
| 18       | 84                                |  | | ehemals: Schlachtermeister Johannes Luck |
| 20       | 83                                |  | | |
| 22       | 82                                |  | | ehemals: Alexander von Haeften, später: Wohnhaus des Töpfermeister Heinrich Schacht                                                                                     |
| 24       | 121                               |  | 2022 Sanierung | ehemals: Schlachtermeister Fritz Luck |